# 照明植生

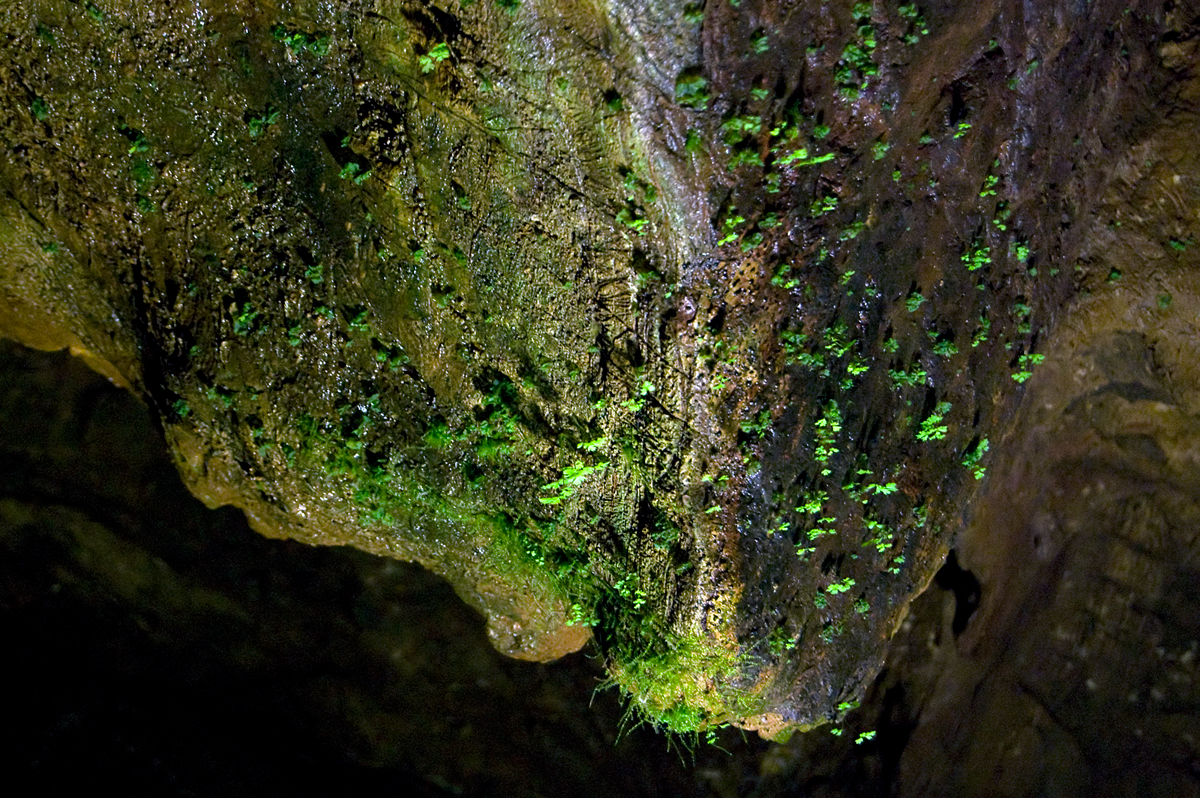
洞窟内に発達した照明植生。ドイツヘッセン州 Kubacher Kristallhöhle。

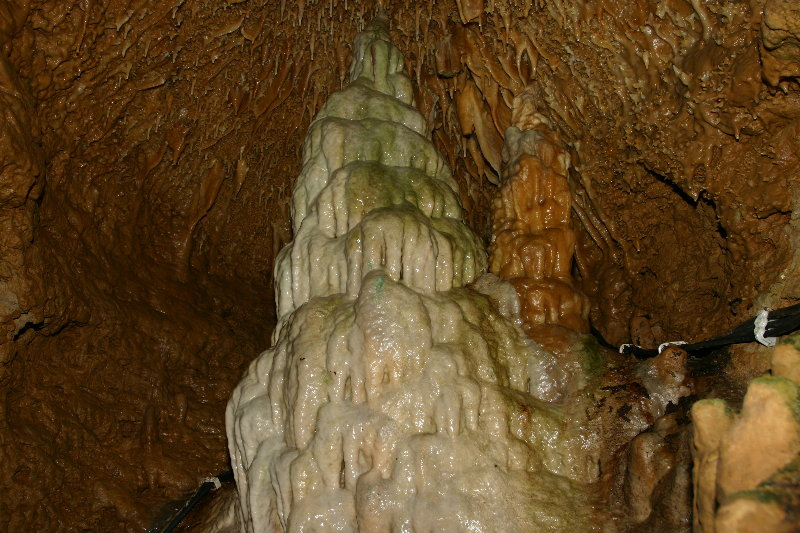
鍾乳石の表面に発達した照明植生。ドイツポッテンシュタイン Teufelshöhle

照明植生（しょうめいしょくせい、ドイツ語: Lampenflora、英語: lampenflora, lamp-flora, lampflora）とは、天然もしくは人工の洞窟内において、設置された照明の周辺に形成される植物（独立栄養生物）の群集のことである。
通常、洞窟の内部は暗黒条件にあり、光合成生物が独立栄養生活を営むに必要な光は得られない。しかし観光資源として整備された洞窟の内部には、来訪者のための照明設備が設置され、照明から供給される光エネルギーによって光合成が可能となるため、照射部付近に植物が繁茂する。この群落が照明植生である。

## 照明植生を構成する生物
照明植生を構成する生物群としては、以下のものが報告されている。
- 藻類 - 緑藻、黄金色藻、珪藻、藍藻など[1]。主に気生藻である。
  - 緑藻（広義）
    - Coccobotrys verrucariae[3]
    - Dictyochloropsis sp.[3]
    - Chlorella saccharophila[3] - クロレラの一種
    - Trentpohlia aurea[3] - スミレモ
    - Printzina lagenifera[3]
    - Stichococcus bacillaris[4]

  - 珪藻
    - Diadesmis contenta var. contenta[5]
    - D. contenta var. biceps[5]
    - D. perpusilla[5]
    - Orthoseira asiatica[5]
    - Navicula sp.[5]
    - Psammothidium montanum[5]
- コケ植物 - 苔類の一種
- シダ植物 - チャセンシダ属（Asplenium）、ナヨシダ属（Cystopteris）、ホウライシダ属他
- 被子植物 - ネコノメソウ属の一種（Chrysosplenium alternifolium など[6]）

## 植生の形成
照明植生の形成に必要な環境条件は、十分な照度と湿度である。種子や胞子は気流や水流、あるいは洞窟に出入りする動物や人間などによって運び込まれ、発芽する。照明植生における遷移の初期に定着する植物は藍藻や緑藻、それに珪藻などの特定の藻類である。これらの藻類が増殖してバイオフィルムが形成されると、壁面における水分や有機物の保持能力が上がり、コケ植物やシダ植物といったより大型の植物が着生するようになる。

## 問題点
照明植生の繁茂は洞窟に様々な問題を引き起こす。洞窟内に照明植生が生じると、洞内に基礎生産が生じて洞窟内の生態系が撹乱される。また植生が発生すると洞内表面の性状が変化するため、訪問者は洞窟に対して誤った印象を抱いてしまう。照明植生は洞内の美観を損なうだけでなく、植物が分泌する酸などが壁面の劣化を促し、鍾乳石や洞窟壁画などに深刻な損傷を与える。

## 照明植生の防除

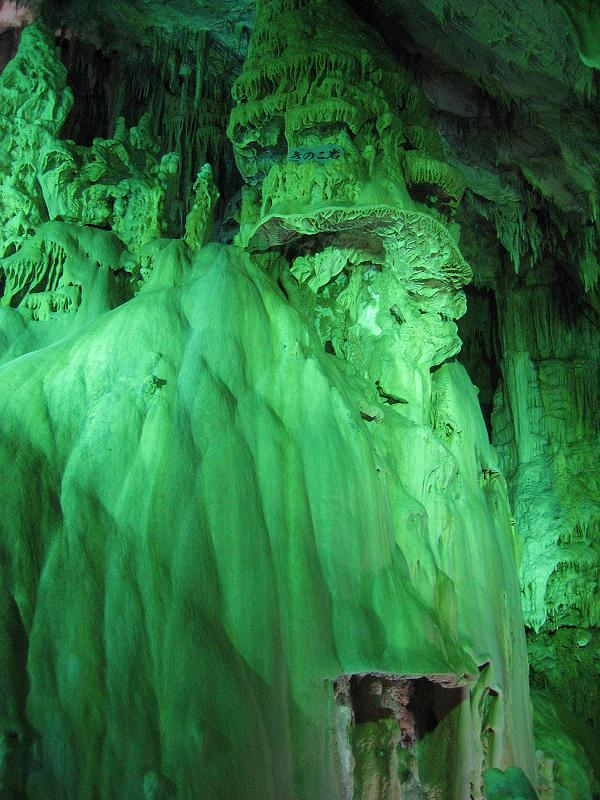
緑色照明による鍾乳石のライトアップ。福島県田村市のあぶくま洞。

照明植生の発生を抑制する一つの方法は、洞内の照明を常時点灯するのではなく、訪問者が来たときのみ点灯するように制御することである。照明の位置を周期的に変更することも効果がある。さらに波長を調整したLED照明に変更することで、光合成を抑えたり、あるいは照明からの熱放射が減ることで、照明植生を減退させることができる。このような照明植生のコントロールは、ニュージーランドのワイトモ洞窟などの観光洞を中心に検討されている。
日本では、山口県の秋芳洞などで照明植生の抑制に関する研究が行われている。例えば、従来蛍光灯を用いていた照明設備をLED照明へ変更することで、発熱や光合成に利用される波長域の低減などが可能になると報告されている。特に紫色と黄緑色の LED を組み合わせた緑白色の照明が光合成に不向きであり、照明植生の成長抑制に効果的であるとされる。